# برايان بيكسلر
برايان بيكسلر (بالإنجليزية: Brian Bixler)‏ هو لاعب كرة قاعدة أمريكي، ولد في 22 أكتوبر 1982 في ساندوسكي في الولايات المتحدة.

## وصلات خارجية
- برايان بيكسلر على موقع دوري كرة القاعدة الرئيسي (الإنجليزية)
- برايان بيكسلر على موقعبيزبول رفرنس.كوم (الدوري الرئيسي) (الإنجليزية)
- برايان بيكسلر على موقعبيزبول رفرنس.كوم (الدوري الثانوي) (الإنجليزية)
- برايان بيكسلر على موقع إي إس بي إن.كوم (أم.أل.بي) (الإنجليزية)
- برايان بيكسلر على موقع مشجعي الرسوم البيانية (الإنجليزية)